# 入室站
入室站（：／ Ipsil yeok */?）是東海線沿線的一座鐵路車站，位於韓國慶尚北道慶州市外東邑入室里，於2021年末關閉。

## 歷史
- 1921年10月25日：落成啟用。
- 2016年12月30日：東海南部線编入东海本线，並迁至距起点站（釜山镇站）90.0公里处[1][2]。
- 2021年12月28日：廣域電鐵東海線第二階段複線電氣化工程完工通車，本站關閉停用。

## 相鄰車站
韓國鐵道公社
東海線
毛火－入室－竹東